# Hussards Noirs
Pour les articles homonymes, voir Hussard (homonymie) et hussard noir.
Les Hussards Noirs, également appelés Hussards de Jemmapes ou Hussards francs du Nord, sont un escadron constitué pendant la Révolution française.

## Création et différentes dénominations
- 4 février 1793 : l'escadron est créé par Nestor Maurice Mairiau avec l'accord du général Dumouriez. Il s'agit d'un corps franc, ils ne font pas partie de l'armée régulière.
- 4 juin 1793 : l'escadron est intégré à l'armée régulière et au  10e régiment de hussards.
  - 26 décembre 1793 il est à la 2e bataille de Wissembourg

## Uniforme
flamme du bonnet : noir

collet : noir

dolman : noir

pelisse : noir

parement : rouge

tresse : blanc

culotte : noir

La sabretache serait ornée d'un "N" blanc sur fond rouge. Bien que l'uniforme soit entièrement noir, cet escadron ne doit pas être confondus avec les Hussards de la Mort.
Même après leur union au 10e Régiment de Hussards, ils conserveront cet uniforme jusqu'en 1796.

## Source
Les Hussards français, Tome 1, De l'Ancien régime à l'Empire édition Histoire et collection